# Marcos Fabián Sánchez
Marcos Sánchez (Machagai, Chaco, Argentina, 14 de marzo de 1990) es un futbolista argentino que se desempeña como lateral por izquierda en Mitre de Santiago del Estero de la Primera Nacional de Argentina.

## Trayectoria

### Ferro
Realizó todas las inferiores en el Ferro. En la temporada 2010/11 tuvo su debut en ingresando como titular en el partido entre Ferro - Defensa y Justicia del 26 de febrero de 2011, partido que termina empatando Ferro sin goles. En total en dicho partido disputó 90 minutos.

### Gimnasia (J)
En julio de 2014 cerró su incorporación a Gimnasia (J) en condición de libre. Debutó en el Lobo Jujeño el 10 de agosto de 2014 en el partido disputado entre Guaraní y Gimnasia (J). El partido terminó en un empate sin goles, y Marcos Sánchez completó los noventa minutos arrancando como titular.

### All Boys
El 5 de agosto de 2021 fue fichado por All Boys después de su paso por Villa Dálmine.
Tras un buen campeonato se clasifica al reducido para disputar el ascenso pero queda eliminado en el partido contra Defensores de Belgrano, Marcos no disputa ese partido por haber sido suspendido. En total disputó 28 partidos en la temporada en los que no convirtió ningún gol.

## Estadísticas
Actualizado al 28 de octubre de 2024

| Ferro Argentina | 2.ª           | 2009-10       | 0   | 0 | - | - | - | - | 0   | 0 |
| Ferro Argentina | 2.ª           | 2010-11       | 10  | 0 | - | - | - | - | 10  | 0 |
| Ferro Argentina | 2.ª           | 2011-12       | 25  | 0 | - | - | - | - | 25  | 0 |
| Ferro Argentina | 2.ª           | 2012-13       | 13  | 0 | 1 | 0 | - | - | 14  | 0 |
| Ferro Argentina | 2.ª           | 2013-14       | 38  | 0 | - | - | - | - | 38  | 0 |
| Ferro Argentina | Total         | Total         | 86  | 0 | 1 | 0 | 0 | 0 | 87  | 0 |
| Gimnasia (J) Argentina | 2.ª           | 2014          | 20  | 1 | - | - | - | - | 20  | 1 |
| Gimnasia (J) Argentina | 2.ª           | 2015          | 30  | 0 | - | - | - | - | 30  | 0 |
| Gimnasia (J) Argentina | 2.ª           | 2016          | 8   | 0 | - | - | - | - | 8   | 0 |
| Gimnasia (J) Argentina | Total         | Total         | 58  | 1 | 0 | 0 | 0 | 0 | 58  | 1 |
| Central Córdoba (SDE) Argentina | 2.ª           | 2016-17       | 8   | 0 | - | - | - | - | 8   | 0 |
| Central Córdoba (SDE) Argentina | 3.ª           | 2017-18       | 25  | 0 | 2 | 0 | - | - | 27  | 0 |
| Central Córdoba (SDE) Argentina | 2.ª           | 2018-19       | 21  | 0 | 3 | 0 | - | - | 24  | 0 |
| Central Córdoba (SDE) Argentina | 1.ª           | 2019-20       | 5   | 1 | 1 | 0 | - | - | 6   | 1 |
| Central Córdoba (SDE) Argentina | Total         | Total         | 59  | 1 | 6 | 0 | 0 | 0 | 65  | 1 |
| Villa Dálmine Argentina | 2.ª           | 2021          | 9   | 1 | - | - | - | - | 9   | 1 |
| Villa Dálmine Argentina | Total         | Total         | 9   | 1 | 0 | 0 | 0 | 0 | 9   | 1 |
| All Boys Argentina | 2.ª           | 2021          | 14  | 0 | - | - | - | - | 14  | 0 |
| All Boys Argentina | 2.ª           | 2022          | 28  | 0 | - | - | - | - | 28  | 0 |
| All Boys Argentina | Total         | Total         | 42  | 0 | 0 | 0 | 0 | 0 | 42  | 0 |
| Mitre (SDE) Argentina | 2.ª           | 2023          | 22  | 1 | 0 | 0 | 0 | 0 | 22  | 1 |
| Mitre (SDE) Argentina | 2.ª           | 2024          | 37  | 1 | - | - | - | - | 37  | 1 |
| Mitre (SDE) Argentina | Total         | Total         | 59  | 2 | 0 | 0 | 0 | 0 | 59  | 2 |
| Total carrera | Total carrera | Total carrera | 312 | 5 | 7 | 0 | 0 | 0 | 319 | 5 |
| (1) La copa nacional se refiere a la Copa Argentina y Supercopa Argentina . (2) La copa internacional se refiere a la Copa Sudamericana, Recopa Sudamericana, Copa Libertadores y Copa Suruga Bank. |               |               |     |   |   |   |   |   |     |   |

## Palmarés

### Torneos Nacionales
| Título           | Club                                  | País      | Año  |
| ---------------- | ------------------------------------- | --------- | ---- |
| Torneo Federal A | Central Córdoba (Santiago del Estero) | Argentina | 2018 |